# Fairview Park (Indiana)
Fairview Park ist eine Town in der Clinton Township des Vermillion County im Bundesstaat Indiana in den Vereinigten Staaten. Bei der Volkszählung 2010 betrug die Bevölkerungszahl 1386. Die Stadt wurde 1902 gegründet. Fairview Park hat eine Polizeibehörde und eine Freiwillige Feuerwehr.

## Geographie

Karte von Fairview Park

Fairview Park befindet sich im südöstlichen Teil des Countys und grenzt im Süden direkt und übergangslos an die Stadt Clinton (City). Der vierspurige Highway Indiana State Road 63, der im westlichen Teil von Indiana von Nord nach Süd führt, durchquert die Stadt von Nordosten nach Südwesten.

## Demographie
Laut Volkszählung von 2010 hatte die Stadt 1386 Einwohner, die in 609 Haushalten und 406 Familien lebten. Die Bevölkerungsdichte betrug 579 Menschen je km². Es existierten 676 Wohneinheiten. In der Stadt lebten 98,2 % Weiße, 0,1 % Afroamerikaner, 0,1 % amerikanische Ureinwohner, 0,2 % Asiaten und 1,2 % von anderen ethnischen Bevölkerungsgruppen. Hispanic oder Latino waren 0,8 % der Bevölkerung.
Von den 609 Haushalten hatten 26,4 % Kinder unter 18 Jahren. 54,4 % waren verheiratet. 9,2 % hatten einen weiblichen Haushaltsvorstand ohne Ehemann, 3,1 % hatten einen männlichen Haushaltsvorstand ohne anwesende Frau und 33,3 % waren keine Familie. 29,7 % aller Haushalte bestanden aus Einzelpersonen und 11,6 % hatten jemanden, der allein lebte und 65 Jahre oder älter war. Die durchschnittliche Haushaltsgröße betrug 2,28 und die durchschnittliche Familiengröße 2,78 Personen.
Das Durchschnittsalter in Clinton betrug 41,9 Jahre. 20,9 % der Einwohner waren jünger als 18 Jahre; 7,7 % waren zwischen 18 und 24 Jahre alt; 23,2 % waren 25 bis 44; 31,2 % waren von 45 bis 64; und 16,9 % waren 65 Jahre oder älter. Die geschlechtsspezifische Zusammensetzung der Stadt betrug 50,7 % Männer und 49,3 % Frauen.

## Persönlichkeiten
- Len Gilmore (1917–2011), Pitcher in der Major League Baseball